# Leibi
Leibi er en flod i Landkreis Neu-Ulm i den tyske delstat Bayern , og en af Donaus bifloder fra højre. Leibi har sit udspring vest for et industriområdet i Weißenhorn og er 21,9 km lang.
Først løber Leibi gennem industriområdet fra syd mod nord og over sletterne nord for området. Så drejer floden et kort stykke vestover langs et skovområde. Den løber så nordover igen, forbi småbyerne Grendene, Hirbishofen, Holzheim og Steinheim. Efter et par hundrede meter gennem skoven Auwald munder den ud i Donau.
48°26′32″N 10°07′48″Ø / 48.4422°N 10.13°Ø